# Liste der denkmalgeschützten Objekte in Bürs
Die Liste der denkmalgeschützten Objekte in Bürs enthält die 9 denkmalgeschützten, unbeweglichen Objekte der Gemeinde Bürs im Bezirk Bludenz.

## Denkmäler
| Foto |                 | Denkmal | Standort                          | Beschreibung | Metadaten |
| ---- | --------------- | --- | --------------------------------- | --- | --- |
| ja   | Datei hochladen | ehem. Spinnerei und Weberei Lünersee HERIS-ID: 56152 Objekt-ID: 65189                                           | Hauptstraße 4 Standort KG: Bürs   | Das 20-achsige Gebäude mit sechs Geschoßen wurde 1836 errichtet und in den 20 darauf folgenden Jahren zweimal erweitert. Es stellt einen bemerkenswerten frühen Industriehochbau dar. | BDA-Hist.: Q38070192 Status: Bescheid Stand der BDA-Liste: 2025-06-30 Name: ehem. Spinnerei und Weberei Lünersee GstNr.: .4, 3494 Spinnerei Lünersee (Bürs)                              |
| ja   | Datei hochladen | Wohnhaus HERIS-ID: 59251 Objekt-ID: 70348                                                                       | Hauptstraße 47 Standort KG: Bürs  | Das zweigeschoßige Wohnhaus mit steilem Satteldach steht traufseitig zur Straße und wird auf das 18. Jahrhundert datiert. | BDA-Hist.: Q38086484 Status: § 57-Mandatsbescheid Stand der BDA-Liste: 2025-06-30 Name: Wohnhaus GstNr.: .100                                                                            |
| ja   | Datei hochladen | Burg Rosenegg HERIS-ID: 67016 Objekt-ID: 79937seit 2014                                                         | Hinterburgweg 4 Standort KG: Bürs | Die Burg auf einem Bergsporn südlich des Ortes besteht lediglich aus dem Bergfried und einer Umfassungsmauer. Der fünfgeschoßige quadratische Bergfried geht auf die Mitte des 13. Jahrhunderts zurück, wurde aber mehrfach umgestaltet bzw. wieder aufgebaut. Die Ringmauer stammt vom letzten Umbau im Jahr 1939, bei dem ältere neugotische Formenelemente wieder entfernt wurden. | BDA-Hist.: Q38115236 Status: Bescheid Stand der BDA-Liste: 2025-06-30 Name: Burg Rosenegg GstNr.: .167/1, 963, 964                                                                       |
| ja   | Datei hochladen | Kraftwerk Alvierwerk I, Kraftwerksgebäude und maschinelle Einrichtung HERIS-ID: 67014 Objekt-ID: 79935seit 2012 | Im Lug 9 Standort KG: Bürs        | Das Alvierwerk I, benannt nach seinem Abfluss, dem Alvierbach, ist eines der größten privaten Kraftwerke Österreichs. Es ging 1910/1911 mit zwei Turbinen in Betrieb. Eine größere dritte Turbine kam 1925 hinzu. Erbauer und Betreiber ist die Firma Getzner. Diese ließ an einer Engstelle oberhalb der Bürserschlucht eine Stauwehr errichten, um das dort gefasste Wasser in einem Stollen entlang der rechten Schluchtseite einer über Almwiesen verlaufenden Druckleitung und schließlich dem Turbinenhaus am Ausgang der Schlucht zuzuführen. | BDA-Hist.: Q38115225 Status: Bescheid Stand der BDA-Liste: 2025-06-30 Name: Kraftwerk Alvierwerk I, Kraftwerksgebäude und maschinelle Einrichtung GstNr.: .410                           |
| ja   | Datei hochladen | Pfarrhof, ehem. Frühmesshaus HERIS-ID: 38941 Objekt-ID: 38578                                                   | Obergasse 4 Standort KG: Bürs     | Nachdem der spätere Bischof Franz Joseph Rudigier 1836 als Frühmess-Benefiziat nach Bürs berufen worden war, wurde für ihn mit Hilfe der Gemeinde das direkt bei der Kirche und dem Friedhof gelegene Haus angekauft und im zeitgenössischen Stil adaptiert. Zum Eingang führt eine zweiseitige Steintreppe mit Eisengeländern. | BDA-Hist.: Q37985694 Status: Bescheid Stand der BDA-Liste: 2025-06-30 Name: Pfarrhof, ehem. Frühmesshaus GstNr.: .78 Bürs Pfarrhof                                                       |
| ja   | Datei hochladen | Kath. Pfarrkirche hl. Martin mit Friedhof und Arkadengängen HERIS-ID: 56153 Objekt-ID: 65191                    | Obergasse 4a Standort KG: Bürs    | Die Kirche steht neben einem hoch aufragenden Felsen im Süden des Dorfes Bürs und ist von einem Friedhof umgeben. Der klassizistische Kirchenbau hat einen erhaltenen gotischen Chor. | BDA-Hist.: Q23541615 Status: § 2a Stand der BDA-Liste: 2025-06-30 Name: Kath. Pfarrkirche hl. Martin mit Friedhof und Arkadengängen GstNr.: .145, .146, 22 Pfarrkirche hl. Martin (Bürs) |
| ja   | Datei hochladen | Kath. Pfarrkirche, Maria, Königin des Friedens HERIS-ID: 56154 Objekt-ID: 65192                                 | Schulstraße 6 Standort KG: Bürs   | Die Pfarrkirche im neuen Siedlungsgebiet des Ortes wurde in den Jahren 1968 bis 1973 erbaut. Der Zentralraum mit Flachdecke ist baulich mit dem Pfarrzentrum verbunden. Im Innenraum sind ein gotischer Altar aus der Zeit um 1480 sowie ein Kruzifix vom Anfang des 16. Jahrhunderts zu sehen. | BDA-Hist.: Q38070214 Status: § 2a Stand der BDA-Liste: 2025-06-30 Name: Kath. Pfarrkirche, Maria, Königin des Friedens GstNr.: .811 Pfarrkirche Maria Königin des Friedens (Bürs)        |
| ja   | Datei hochladen | Flur-/Wegkapelle, hl. Maria HERIS-ID: 67012 Objekt-ID: 79933                                                    | Standort KG: Bürs                 | Der Nischenbau mit großem Vorzeichen wurde 1893 errichtet. In der Nische steht eine Figur der Maria vom Ende des 19. Jahrhunderts. | BDA-Hist.: Q38115214 Status: § 2a Stand der BDA-Liste: 2025-06-30 Name: Flur-/Wegkapelle, hl. Maria GstNr.: .415 Bürs Marienkapelle                                                      |
| ja   | Datei hochladen | Straßenbrücke, Illbrücke Bludenz-Bürs HERIS-ID: 66969 Objekt-ID: 79883                                          | Standort KG: Bürs                 | Bei der Illbrücke Bludenz-Bürs handelt es sich um eine Bogenbrücke mit aufgeständerter Fahrbahn. Sie verbindet die Gemeinden Bludenz und Bürs über die Ill. | BDA-Hist.: Q38115106 Status: Bescheid Stand der BDA-Liste: 2025-06-30 Name: Straßenbrücke, Illbrücke Bludenz-Bürs GstNr.: 3468/1 Brücke Bludenz-Bürs                                     |